# Sanktuarium Matki Bożej z Lourdes w Rudzie Śląskiej-Kochłowicach
Sanktuarium Matki Bożej z Lourdes w Rudzie Śląskiej-Kochłowicach – rzymskokatolicki kościół filialny i sanktuarium maryjne mieszczące się przy ulicy Wyzwolenia w Rudzie Śląskiej, w dzielnicy Kochłowice. Najstarszy kościół w mieście.

## Historia
Kościół został wybudowany w stylu późnobarokowym w 1806 roku, konsekrowany 26 października 1806 przez księdza proboszcza parafii kochłowickiej kanonika Jerzego Przybyłę. Do jego budowy użyto miejscowego kamienia. Koszty budowy zostały częściowo sfinansowane przez hrabiego Łazarza Henckla von Donnersmarcka i jego żonę Antonię. Budowniczym świątyni był pan Hoffman z Rybnika.

## Architektura

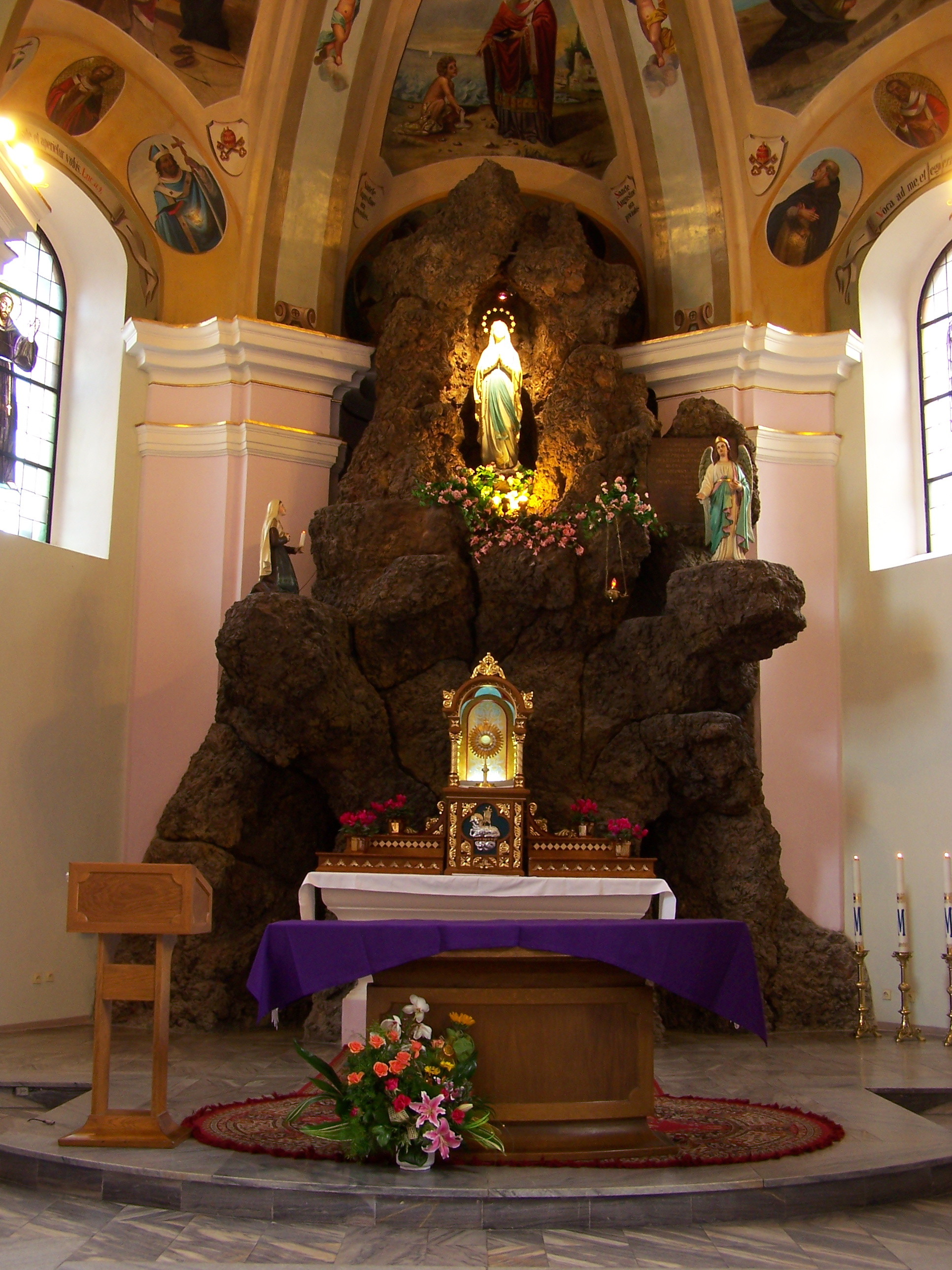
Ołtarz główny

Jest to świątynia jednonawowa, usytuowana na osi wschód-zachód, posiada wejście od zachodu. Długość budowli - 31 metrów, szerokość - 10,5 metra. W absydzie jest umieszczone prezbiterium, które jest nieco niższe i węższe od nawy głównej. Z niego można wejść do kwadratowej zakrystii. Ściany prezbiterium i nawy posiadają przyścienne filary o profilowanych narożnikach i lizenach od frontu. Sklepienie posiada kształt ceglasty, jest oparte na gurtach - w nawie mieszczą się trzy przęsła, a jedno znajduje się w prezbiterium. Do świątyni wchodzi się przez kruchtę, oraz przez wejście boczne umieszczone od północy, w przęśle środkowym nawy. Z prawej strony kruchty mieści się przybudówka-składzik, z lewej wejście po kręconych schodach, na chór i na wieżę. Fasada zewnętrzna świątyni posiada cokół i gzyms koronujący oraz podziały ramowe. Posiada dwie kondygnacje o niejednakowej szerokości. W połączeniu kondygnacji mieszczą się dwa spływy wolutowe. Nad głównym wejściem mieści się nadproże zbliżone kształtem do łuku wejścia. Okno jest umieszczone wysoko, oraz dwa jednakowe otwory w wyższej kondygnacji. Wieża posiada belkowanie, w którym jest umieszczony zegar, i zakończona jest kopulastym hełmem posiadającym latarnię i krzyż na wierzchołku.

## Wyposażenie
Kościół posiada barokowo-klasycystyczną ambonę z baldachimem z XVIII wieku. Także z tego stulecia pochodzi barokowa kamienna chrzcielnica. W kruchcie mieszczą się kamienne chrzcielnice wykonane w stylu późnobarokowym.

## Sanktuarium maryjne
W dniu 19 grudnia 2008 r. kościół został ogłoszony Sanktuarium Matki Bożej z Lourdes przez arcybiskupa katowickiego Damiana Zimonia. Przedmiotem kultu jest grota lurdzka, poświęcona 8 grudnia 1904 roku.